# Charmed Life
Charmed Life är Billy Idols fjärde fullängdsalbum, utgivet i maj 1990, men skulle egentligen släppas 1988 och har bland annat sålt platina i USA. "L.A Woman" och "Cradle of Love" och blev hits i många länder, låten "Prodigal Blues" blev en hit i Italien och även småhit Storbritannien. Det gjordes musikvideor till alla nämnda låtarna.

## Låtlista
1. "The Loveless" (Billy Idol, Mark Younger-Smith) – 4:17
2. "Pumping on Steel" (Billy Idol, Younger-Smith) – 4:42
3. "Prodigal Blues" (Billy Idol) – 5:41
4. "L.A. Woman" (The Doors, Densmore, Krieger, Manzarek, Morrison, Billy Idol) – 5:29
5. "Trouble with the Sweet Stuff" (Billy Idol, Younger-Smith, Keith Forsey, Dave Concors) – 5:50
6. "Cradle of Love" (Billy Idol, David Werner) – 4:39
7. "Mark of Caine" (Billy Idol) – 4:33
8. "Endless Sleep" (Dolores Nance, Jody Reynolds, Billy Idol) – 3:13
9. "Love Unchained" (Billy Idol) – 4:41
10. "The Right Way" (Billy Idol) – 5:05
11. "License to Thrill" (Keith Forsey, Billy Idol) – 6:02